# Sebastià Taltavull i Anglada
Sebastià Taltavull i Anglada (Ciutadella de Menorca, 28 de gener de 1948), bisbe menorquí, és el bisbe de Mallorca. Va ser bisbe auxiliar de Barcelona (2009-17) i administrador apostòlic de Mallorca (2016-17).

## Biografia
Nascut a Ciutadella de Menorca, el 28 de gener de 1948, cursà els estudis d'Humanitats, Filosofia i Teologia al Seminari Diocesà de Menorca i va obtenir la llicenciatura en Teologia dogmàtica a la Facultat de Teologia de Catalunya. Va ser ordenat prevere el 23 de setembre de 1972 a la catedral de Menorca pel bisbe Miquel Moncadas i Noguera.
A Menorca va ser director de la Casa Diocesana d'Espiritualitat de Monte Toro (1972-1984), delegat diocesà de Joventut (1972-1989), secretari del primer Consell Diocesà de Pastoral (1973-1977), del Consell del Presbiteri i del Col·legi de Consultors (1983-1989) i fou delegat de Catequesi (1989-1995). Entre 1996 i 1998 va fer de moderador de l'Assemblea diocesana de Menorca. Va ser vicari general de la diòcesi de Menorca i moderador de la Cúria entre els anys 1989 i 2002 i va ser degà del Capítol Catedral de Menorca i canonge penitencier, entre el 2002 i 2005, anys en els quals va ser també delegat diocesà de Mitjans de Comunicació Social i Delegat per a les Relacions Institucionals.
Treballà al Secretariat Diocesà de Catequesi al Departament de Catequesi d'Adolescents i Joves (1973-1995) i formà part del Secretariat Interdiocesà de Cataquesi de Catalunya i Balears. Va ser consiliari dels Equips de Matrimonis de Nostra Senyora (1988-2005) i es va dedicar a la preparació i formació de catequistes (1973-1998) i dels matrimonis catequistes de grups de catequesi familiar (1998-2005).
Desenvolupà els càrrecs d'assessor religiós i professor de religió del Col·legi de Nostra Senyora de la Consolació (1973-1978), de professor de religió de l'Institut de batxillerat Josep M. Quadrado a Ciutadella (1977-1989) i de consiliari del Moviment de Joves Cristians, de grups de Revisió de Vida del MUEC, de l'Escoltisme, de grups d'esplai i del Centre Catequístic de Sant Miquel (1992-2005). També va ser formador (1977-1984) i professor de Teoloegia dogmàtica (1977-1994) del Seminari i de l'Institut Diocesà de Teologia (1995-2002).
Fou rector del Santuari diocesà de la Mare de Déu del Toro (1975-1984), de la Parròquia de Sant Rafael de Ciutadella (1984-1992), del Seminari Diocesà menorquí (1995-2002), de la Parròquia de la Mare de Déu del Roser de la catedral de Menorca i de Sant Francesc d'Assís de Ciutadella (2002-2005).
El 28 de gener de 2009 va ser preconitzat bisbe titular de Gabii i nomenat bisbe auxiliar de Barcelona pel papa Benet XVI per ajudar a les tasques del cardenal Lluís Martínez Sistach a l'arxidiòcesi de Barcelona. Va rebre la consagració episcopal a la catedral de Barcelona el 21 de març del mateix any per part del cardenal Martínez Sistach.
A la Conferència Episcopal Espanyola, abans de ser bisbe, va ser membre del Consell Assessor de la Subcomissió de Catequesi (2002-2005) i director de la Comissió Episcopal de Pastoral (2005-2009). Entre 2009 i 2011 va ser membre de la Comissió de Pastoral i de la Comissió de Mitjans de Comunicació Social i de 2011 a 2017 va presidir la Comissió de Pastoral. Actualment és membre de la Comissió episcopal de Mitjans de Comunicació social i de la Comissió episcopal de Pastoral Social, amb l'encàrrec de Justícia i Pau. A la Conferència Episcopal Tarraconense fou president del Secretariat Interdiocesà de Mitjans de Comunicació (SIMCOS) i de la Pastoral obrera (2009-2013) i és el bisbe-president del Secretariat Interdiocesà de Catequesi i de la Pastoral Obrera (des de 2013).
El papa Francesc el va nomenar administrador apostòlic de la diòcesi de Mallorca, el 8 de setembre de 2016, per substituir el bisbe Xavier Salinas apartat del capdavant del bisbat arran de la polèmica i suposada relació sentimental que tenia amb la seva secretària. El 19 de setembre de 2017 el papa el va nomenar bisbe de Mallorca i va iniciar el seu ministeri episcopal el dia 25 de novembre del mateix any. El 18 d'agost de 2023, en el marc d'un acte de la Universitat Catalana d'Estiu, a Prada de Conflent, va denunciar que havia patit amenaces, en forma de cartes insultants, per haver utilitzat el català com a llengua habitual dels actes litúrgics.
És autor de diversos llibres i de publicacions i articles sobre qüestions de pastoral, catequesi, família, joventut, espiritualitat i doctrina social de l'Església.